# Gimme Some Lovin'
Gimme Some Lovin' è un singolo del gruppo rock britannico The Spencer Davis Group, pubblicato nel 1966, scritto da Steve Winwood, Spencer Davis e Muff Winwood.
Il riff di base della canzone è stato preso dalla canzone di Homer Banks (Ain't That) A Lot of Love, scritta da Willie Banks e Dean Parker. La canzone fu originariamente una hit nel 1967 (II nel Regno Unito, VII negli Stati Uniti); si è classificata al 244º nella lista delle 500 migliori canzoni di tutti i tempi della rivista Rolling Stone.
La versione distribuita nel Regno Unito e la maggior parte dell'Europa è completamente differente da quella distribuita negli Stati Uniti dall'etichetta United Artists; la versione britannica è più lenta, priva di alcune percussioni e dell'effetto "live" della versione statunitense. Una delle caratteristiche del suono del brano è l'uso dell'organo Hammond B-3 con una buona dose di overdrive. 

## Cover
La canzone fu spesso oggetto di cover da parte di altri musicisti; probabilmente la più nota rimane quella pubblicata nel 1980 dai Blues Brothers nella colonna sonora del film omonimo: realizzata anche come singolo entrò nei Top 20 della classifica USA salendo fino alla 18ª posizione. Nella pellicola è eseguita dal gruppo come brano di apertura dell'esibizione al Bob's Country Bunker, presto interrotta a causa di un copioso lancio di bottiglie di birra per protesta, da parte dei clienti (tutti cowboy) del locale che chiedono solo musica country western.
Olivia Newton-John la reinterpretò per il suo album del 1978 Totally Hot con alcuni membri dei Toto. Nel 1982-83 i Chicago la inclusero come bis nei loro concerti, con Peter Cetera come voce principale. I Queen spesso la suonarono durante il loro Magic Tour del 1986.
Altri artisti che reinterpretarono la canzone furono:
- Nel 1971, The Supremes e The Four Tops, ne registrarono un duetto.
- I Traffic, con Winwood come cantante, la inclusero in due dei loro album live: Welcome to the Canteen (1971) e The Last Great Traffic Jam (2005, inciso nel 1994).
- Il gruppo disco francese Kongas incise una cover, inclusa nel loro album del 1977 Africanism[3].
- Patty Pravo ne dona una sua esecuzione live nella trasmissione Blitz di Gianni Minà nel 1982[4].
- I Grateful Dead la suonarono in concerto.
- I Great White nel loro album Shot in the Dark.
- I Thunder la inclusero nel disco di esordio Backstreet Symphony.
- Adelmo e i suoi Sorapis, nel 1993, inclusero la cover in italiano Careoche (diamoci le mani) nell'album Walzer d'un Blues.
- Sempre nel 1993 è stata eseguita all'interno della trasmissione televisiva Non è la RAI da Alessia Gioffi e successivamente inserita nella compilation Non è la Rai 2.
- Gli Hanson, nel 1998, fecero uscire come singolo la versione live del brano, inclusa nel loro album Live from Albertane ed eseguita durante l'Albertane Tour; la versione studio, sempre eseguita dal trio, è stata inclusa nella colonna sonora del film Jack Frost, anch'esso del 1998[5].
- George Aghedo nel 2011 (postumo) entrato nella USA Top 20 Charts[6]. Il 31 dicembre dello stesso anno Jury ne incise una versione nella trasmissione L'anno che verrà nella diretta da Courmayeur.

## Uso del brano nel cinema
Gimme Some Lovin' venne spesso usata nel cinema, inclusi i film:
- I Love Radio Rock
- Giorni di tuono
- L'aquila d'acciaio
- Sleepers
- Quando gli elefanti volavano
- EdTV
- Svalvolati on the road
- Il volo della fenice
- Striptease
- Notting Hill
- The Blues Brothers
- Mr. Destiny
- Kops
- Il grande freddo
- Hamburger Hill: collina 937
- Good Morning, Vietnam
- Jack Frost[5]
- Rush
- La Fame e la Sete
- The Adam Project